# Go Sherab Gyatso
Ne doit pas être confondu avec Sherab Gyatso.
Go Sherab Gyatso (en tibétain : སྒོ་ཤེས་རབ་རྒྱ་མཚོ, Wylie : sgo shes rab rgya mtsho ; né à Khashul à Ngaba le 9 septembre 1976) est un écrivain et prisonnier d'opinion tibétain.

## Biographie
Go Sherab Gyatso est né le 9 septembre 1976 dans le village de Khashul à Ngaba.
Son père Khashul Go Nyun Tsondue était ministre à la cour de Pelgon Trinle Rabten, le dernier roi du royaume de Meu à Ngaba. Son grand-père maternel, Thutop Wangchuk, était l'un des plus hauts ministres du roi au milieu du XXe siècle.
Il est devenu moine au monastère de Kirti à un jeune âge et a ensuite poursuivi ses études dans les monastères de Drepung et Sera à Lhassa.
Go Sherab Gyatso a publié plusieurs livres sur la philosophie et la culture bouddhistes tibétaines dont un ouvrage de commentaires sur l'autobiographie du maître bouddhiste tibétain Tsongkhapa, le livre de conseils de Sakya Pandita et « La surface dorée » de Gendün Chöphel. Il a également écrit des critiques sur le système d'éducation monastique tibétain, appelant à l'ouverture de la communauté monastique.
Son plaidoyer pour la liberté académique dans les établissements d'enseignement monastique a entraîné sa détention et son emprisonnement ainsi qu'un exil forcé de son monastère. Dans une interview avec un étudiant de l'université du Tibet, il déclare avoir suivi des sessions de « réforme par le travail » du 30 mars 1998 au 30 novembre 2001. Puis, en 2008, il a été arrêté et emprisonné à Lhassa pendant un an à l'époque des troubles au Tibet en 2008. En 2011, un rapport faisant état de son arrestation a fait surface après qu'un moine du monastère de Kirti a organisé une manifestation pour s'immoler à Ngaba.
Dans un essai intitulé « Je dois m'exprimer », Gyatso a condamné un nouveau règlement en 2013 qui exigeait que tous les écrits et publications soient pré-approuvés par le « Département de gestion de l'éducation » avant leur diffusion. Il a poursuivi en expliquant comment le règlement allait limiter la liberté d'expression des jeunes moines. Cela a conduit à des troubles au sein de la communauté monastique et finalement, il a été expulsé de son monastère. Après l'expulsion, Gyatso a voyagé à travers le Tibet oriental entre 2013 et 2016 pour poursuivre ses études et ses activités d'écriture dans divers autres monastères.
Go Sherab Gyatso a été arrêté dans la ville de Chengdu le 26 octobre 2020.
Le gouvernement chinois a confirmé sa détention en octobre 2021 en répondant à une lettre de juillet d'experts des droits de l'homme de l'ONU s'enquérant de son cas. La Chine a répondu que Gyatso avait été placé en détention criminelle « conformément à la loi sur les soupçons d'incitation à la sécession ».
En décembre 2021, on apprend que Go Sherab Gyatso a été condamné à dix ans de prison par un tribunal chinois dans le cadre d'un procès secret selon le Centre tibétain pour les droits de l'homme et la démocratie.
Le 9 février 2020, Human Rights Watch demande sa libération en raison de la détérioration de sa santé liée à maladie pulmonaire chronique contractée lors de son emprisonnement de 1998 à 2001.
Le 31 octobre 2023, la Coordonnatrice spéciale des États-Unis pour les questions tibétaines, Uzra Zeya, a demander en urgence à la Chine de libérer Go Sherab Gyatso, en raison de la détérioration de sa santé.

## Ouvrages
- (bo) Nga tsho sad ran (il est temps de nous réveiller), 2007, Gansu Nationalities Press,  (ISBN 9787542112392).
- (bo) rgyun shes dang lam, (Connaissances de base et chemin), 2011, Kan-suʼu mi rigs dpe skrun khang, Lanchou,  (ISBN 9787542118509)